# Rezistence (zahradnictví)
Rezistence je schopnost hostitele překonat nebo významně ovlivnit aktivitu patogenního organismu. Rezistence může účinkovat různými způsoby, různé míře, různou dobu proti různě rozsáhlým skupinám patogenů.

## Konstitutivní a indukované prvky ochrany
Na ochraně rostliny vůči patogenům se podílí mnoho různých mechanismů. Bariéry omezující průnik patogenu do hostitele nebo jeho další šíření jsou nazývány strukturní mechanizmy. Pokryv nebo povrch pokožky listů a stonků, velikost a struktura stomat a lenticel, tloušťka a struktura buněčných stěn. Tyto obranné mechanismy jsou přirozenými prvky kterými se rostliny brání proti patogenům a jsou stálými rostlinnými strukturami.
Konstitutivní ochranné prvky:
- vosky a povrchové struktury (např. trichomy)
- kutikula
- buněčné stěny
- lignifikace
- chemické sloučeniny s negativním účinkem pro patogenní organismy

Indukované bariéry nebo mechanismy jsou prvky, které jsou vytvářeny jako reakce po napadení hostitele patogenem. Takovým opatřením je opad listů, tvorba nekróz, ztlustlých stěn a podobně. Významným mechanismem na ochranu hostitele po napadení je hypersenzitivní reakce. Napadené tkáně hostitele rychle hynou, takže dochází k zastavení šíření patogenu. Hypersenzitivní rostliny vytváří látky, které hubí jak patogen, tak i vlastní, napadené buňky. Hypersenzitivní reakce se projevuje vznikem nekróz. Hypersenzitivní reakce je projevem vertikální rezistence.
Biochemické mechanizmy jsou založeny na vytváření sloučenin s fungicidním, baktericidním nebo insekticidním účinkem. Účinné sloučeniny mohou být běžně přítomny v rostlině, nebo jsou vytvářeny pouze při napadením patogenem. Množství látek ovlivňuje intenzitu rezistence, tak je tomu například u fytoalexinů, obranných antibakteriálních a antimykotických sloučenin. Rezistence vůči patogennímu organismu je často dědičná schopnost.
Při systémové rezistenci dochází k aktivaci transkripce genů kódujících různé komponenty buněčné stěny rostlin (polysacharidy, lignin, suberin, saponin), které mohou být bariérou pro infekci patogenu. Infekci mohou zabránit i rostlinné enzymy, které rozkládají komponenty buněčné stěny hmyzích škůdců, houbových nebo bakteriálních patogenů.
Obrana rostliny tak může být aktivní nebo pasivní, podle toho, zda jsou účinné obranné prvky hostitele již přítomny nebo jsou vytvářeny až po signalizaci a během napadení hostitele patogenem.

## Synergie
Stejně jako obrana rostlin může více mechanismy působit na patogenní organismy a společný účinek je silnější než účinek jednotlivých prvků, tak i rostliny oslabené například abiotických stresem, hůře odolávají napadení patogeny nebo mohou být dokonce poškozovány i organismy, které nejsou primárně patogenní, destruenty (chřadnutí a prosychání borovic). V některých případech jsou také popisována napadení hostitelů několika méně významnými patogeny současně s významnými účinky (sypavka smrku). V takovém případě může být tvorba rezistence rostlinou komplikovanější.

## Typy rezistence u rostlin

### Podle účinků na typ patogenu
- horizontální rezistence je částečná rezistence hostitele získaná vlivem více genů malého účinku, obvykle však nespecifická, proti všem poddruhům a odchylným typům patogenního organismu. Tato ochrana je stálá.
- vertikální rezistence je naprostá rezistence hostitele ovšem jen vůči některým typům patogenního organismu, vzniká působením jednoho nebo několika genů. Při výskytu jiného typu téhož druhu patogenního je vertikální rezistence nefunkční, nebo obranná reakce není vyvolána.

Příkladem vertikální rezistence je rezistence jabloní vůči strupovitosti jabloní pomocí genu Vf, Ventura floribunda.

### Podle způsobu dědičnosti rezistence
- monogenní rezistence je řízena jedním genem s výrazným účinkem
- oligogenní rezistence je řízena několika málo geny s poměrně silným účinkem
- polygenní rezistence je řízena větším počtem genů s obvykle slabším účinkem[3]

### Podle genového účinku
- geny velkého účinku (major geny), obvykle jde o malý počet genů rezistence, velké rozdíly v projevu napadení, není významně ovlivněna vnějšími faktory, projev odpovídá vertikální rezistenci.
- geny malého účinku (minor geny), obvykle jde o více genů rezistence, projev napadení se chová jako spojitá veličina a je více ovlivněný vnějšími faktory, projev odpovídá horizontální rezistenci.[4]

### Podle jiných hledisek
Podle hlediska kvantita/kvalita
- rezistence kvalitativní – hodnocení podle typu poškození (je x není),
- rezistence kvantitativní – hodnocení podle rozsahu poškození (např. počet lézí na listech).

Tolerance – schopnost omezit následky působení patogenního organismu napadeným hostitelem. Tolerantní rostliny nevykazují vliv infekce z hospodářského hlediska. Jsou například pěstovány tolerantní odrůdy slivoní vůči šarce. Toleranci vůči napadení mšicemi lze zvýšit vyváženou výživou hostitele.
Podle růstové fáze hostitelské rostliny
- rezistence juvenilní – mladé rostliny jsou rezistentní, starší rostliny nejsou (březovník obecný).
- rezistence adultivní – pouze mladé rostliny jsou napadány (padání klíčních rostlin).

### Rozdělení indukované rezistence
Indukovaná rezistence je stav zvýšené obranyschopnosti, kdy vlivem podnětů okolního prostředí dojde ke zvýšení schopnosti rostliny vzdorovat patogenům, obvykle krátkodobě. Indukovaná rezistence může být navozena příbuzným druhem nebo avirulentní rasou patogenu, nebo aplikací některých chemických sloučenin. Obvykle je rasově nespecifická.
Rozlišit lze
- lokálně získaná rezistence (LAR – local acquired resistance)
- systémově získaná rezistence (SAR – systemic acquired resistance)
- indukovaná systémová rezistence (ISR – induced systemic resistance)
- indukovaná rezistence proti poranění býložravým hmyzem

Popsána je indukovaná rezistence proti padlí travnímu pomocí extraktu z křídlatky sachalinské nebo zázvoru. Rovněž je doložena indukovaná rezistence rostlin, omezení reprodukce mšic jako agrotechnické opatření pomocí zvýšené hladiny draslíku v pěstovaných rostlinách.

## Některé formy rezistence
- pseudorezistence – hostitel není napaden nebo poškozen z důvodu odlišných morfologických nebo fyziologických vlastností které omezují možnost napadení.
- imunita – vlastnost která hostiteli propůjčuje naprostou odolnost vůči napadení.
- specifická rezistence – je navozena účinkem konkrétního genu vůči konkrétní rase patogenu, nazývaná také vertikální rezistence.
- částečná rezistence – stav, kdy u hostitele za vysokého infekčního tlaku dochází k pomalejšímu rozvoji choroby v porovnání s náchylným genotypem.